# Neolophonotus albovittatus
Neolophonotus albovittatus là một loài ruồi trong họ Asilidae. Neolophonotus albovittatus được Schiner miêu tả năm 1867. Loài này phân bố ở vùng nhiệt đới châu Phi.